# Cuatro Álamos

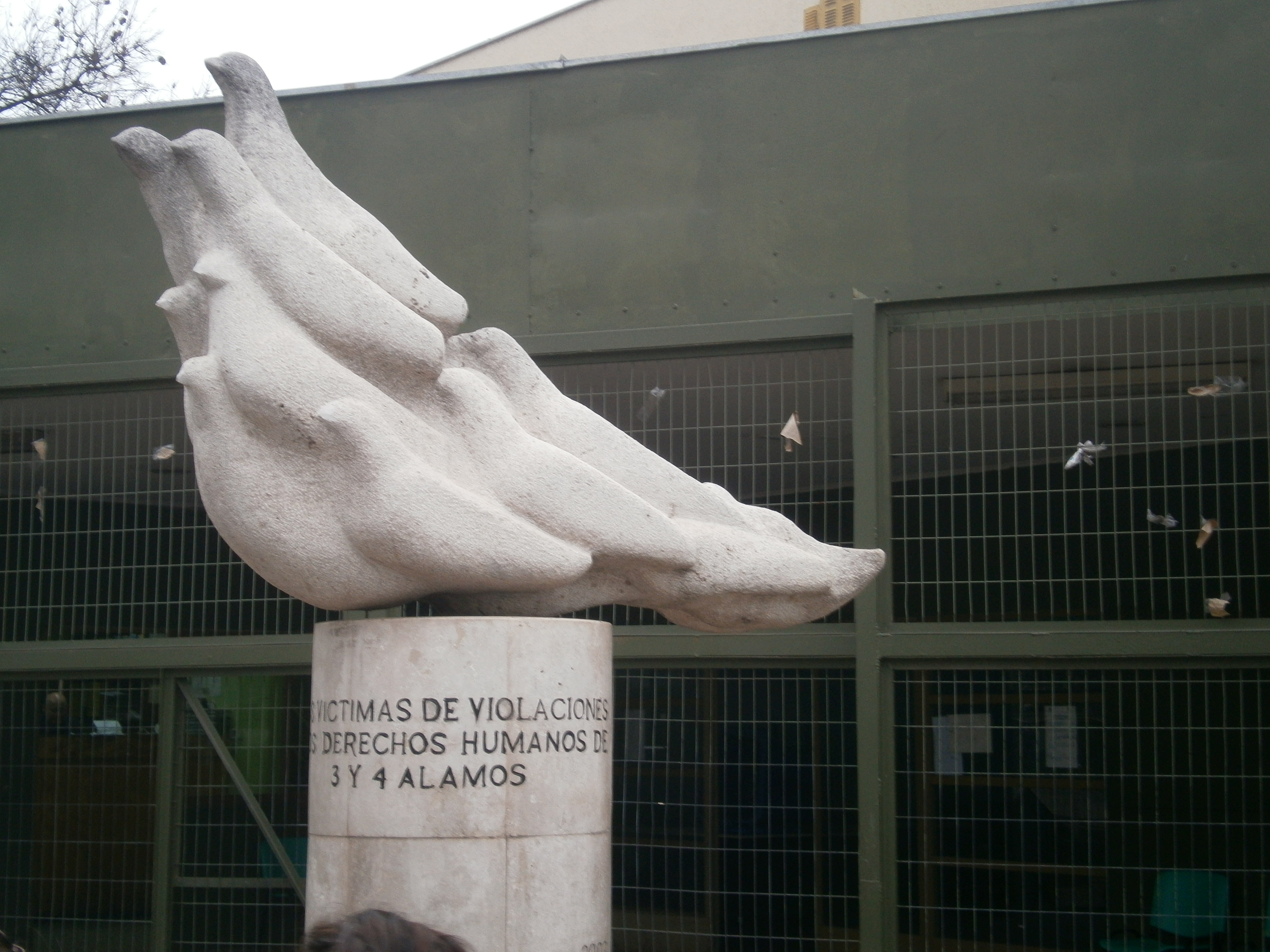
Memorial fuera del recinto en honor a las víctimas

Cuatro Álamos fue un centro de detención política y tortura que funcionó entre 1974 y 1978 bajo la dependencia de la DINA, servicio secreto de seguridad de la dictadura militar en Chile.

## Descripción

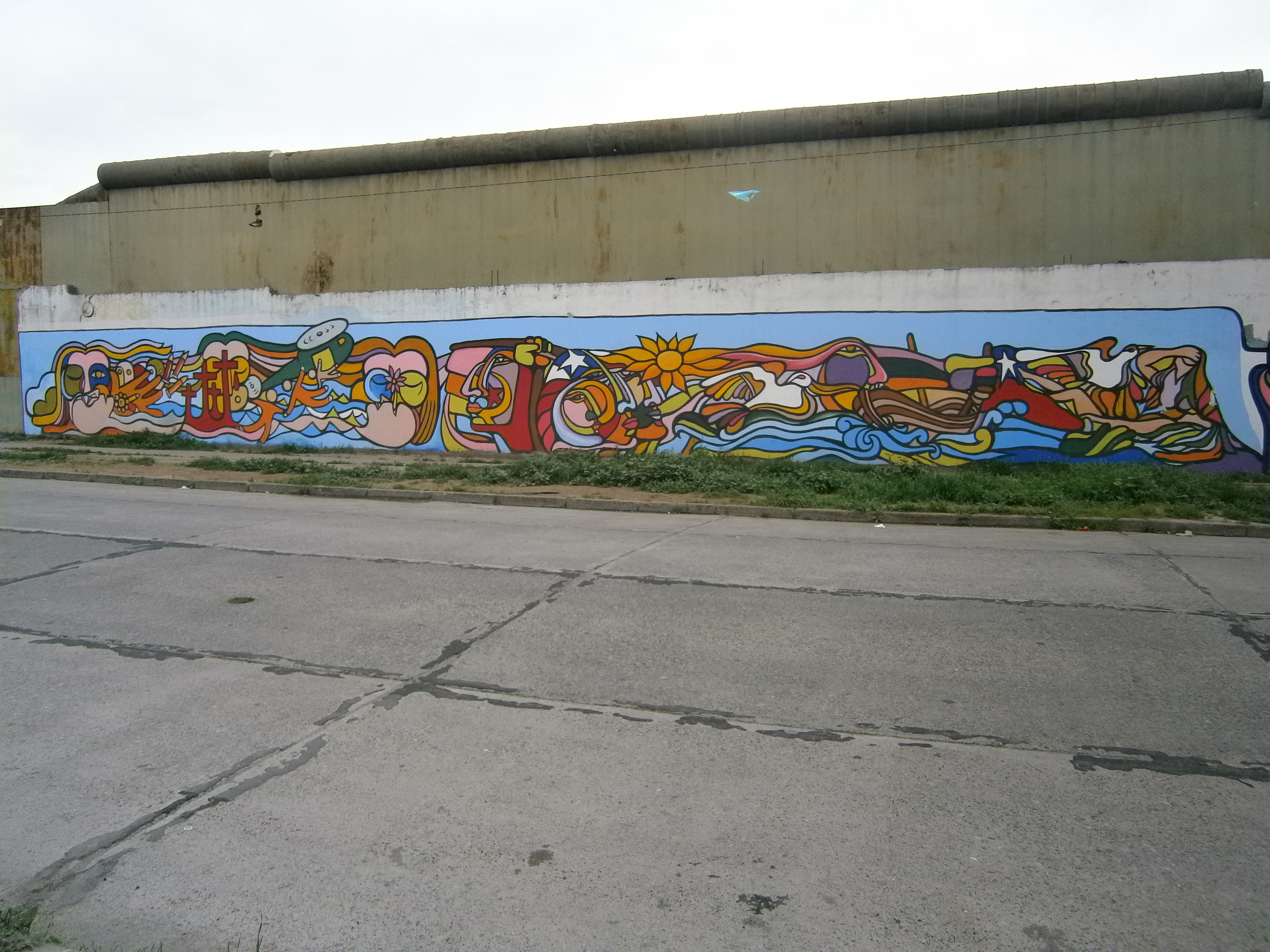
Murales en el contorno del complejo Tres y Cuatro Álamos

Cuatro Álamos se componía de una serie de doce celdas pequeñas, una celda grande y oficinas, este recinto se encontraba al interior del centro de detención de Tres Álamos.
Los prisioneros se encontraban incomunicados: 

“no se reconocía oficialmente la detención de las personas que permanecían en este lugar. Como se denunció en los testimonios recibidos, los prisioneros eran llegaban con la vista vendada. En los casos en que eran puestos en libertad, los llevaban con los ojos vendados y los abandonaban en la vía pública".

Otros prisioneros pasaban a Tres Álamos donde oficialmente eran reconocidos como detenidos. 
A pesar de la incomunicación: 

“los detenidos no podían comunicarse con nadie del exterior, pero permanecían en contacto con quienes compartían la misma celda (entre dos a seis o incluso más detenidos, en las celdas pequeñas, y entre 20 hasta 50, o incluso más detenidos, en la celda grande)”.

Por dicho recinto pasó un número desconocido de prisioneros políticos, muchos de los cuales figuran en la lista de detenidos desaparecidos, entre los cuales se encuentran el sacerdote español Antonio Llidó Mengual y Cecilia Miguelina Bojanic Abad, militante del MIR embarazada de cuatro meses al momento de su detención.